# Parata (evento)

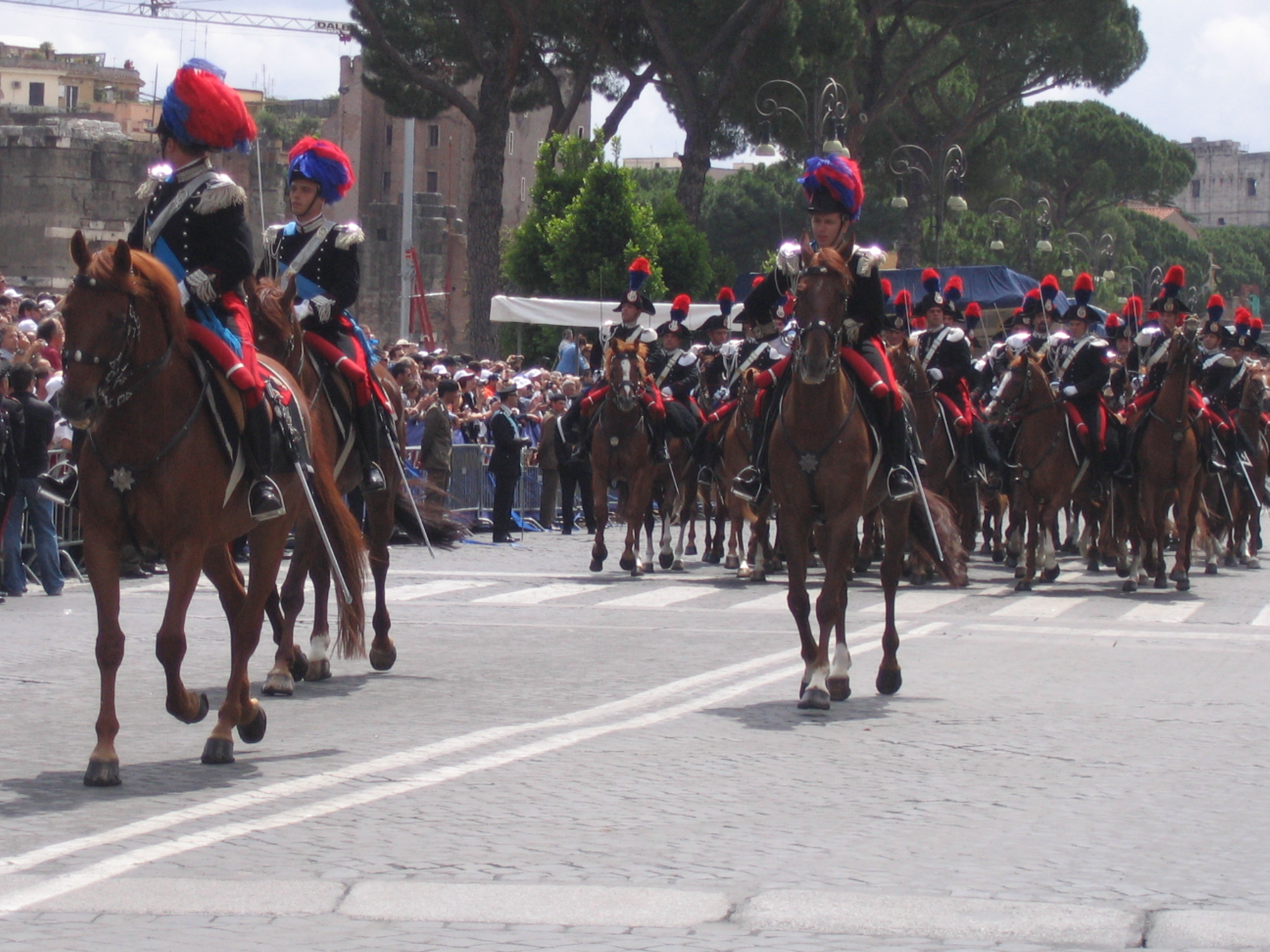
4º Reggimento carabinieri a cavallo alla parata militare durante la Festa della Repubblica Italiana del 2 giugno 2007

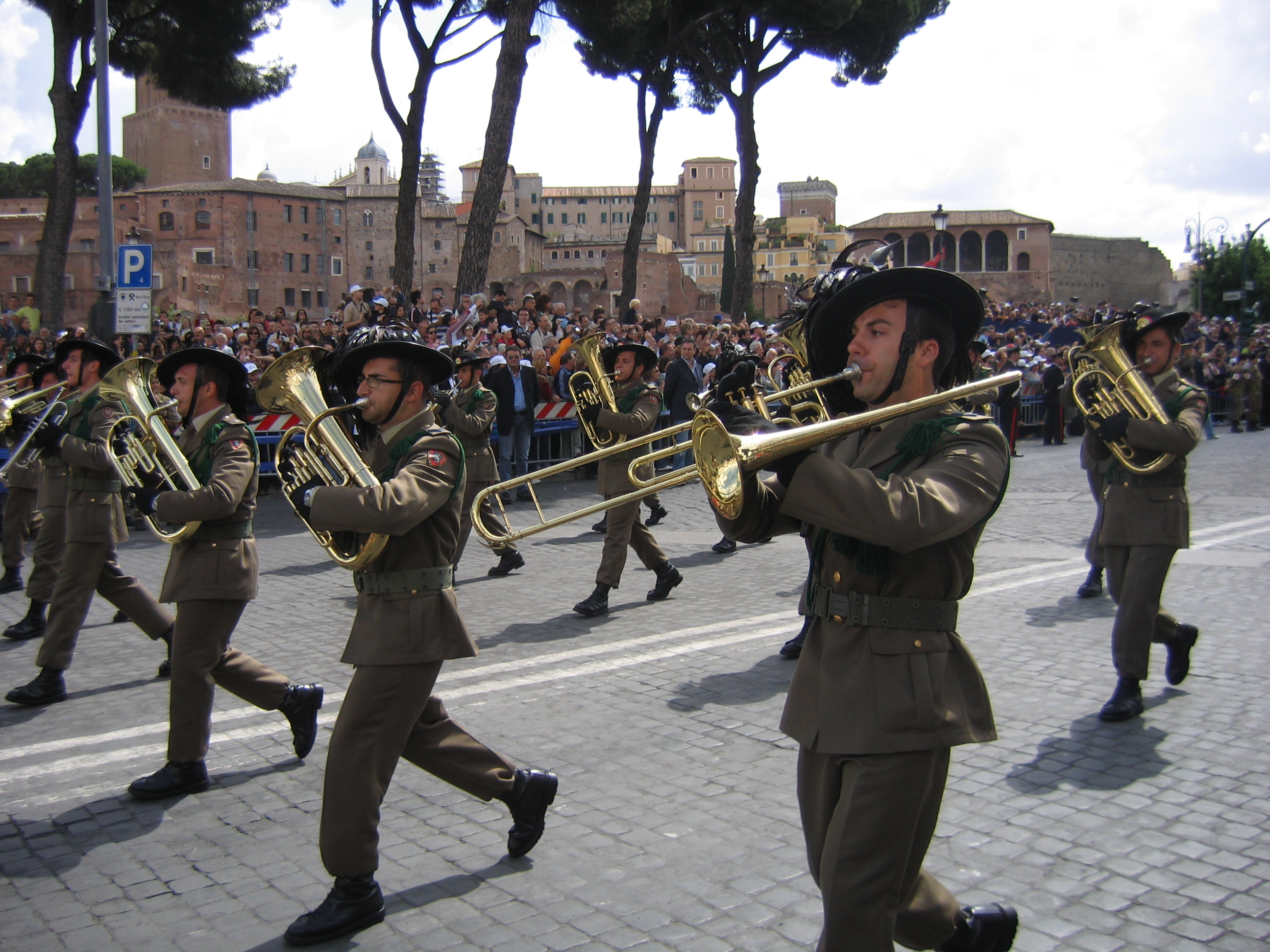
I Bersaglieri alla parata militare durante la Festa della Repubblica Italiana del 2 giugno 2007

Una parata (anche detta sfilata o corteo) è una processione di persone di solito organizzata lunga una strada, a volte in costume e spesso accompagnata da una banda, carri allegorici e grandi palloni.
Le parate si tengono per molte ragioni, ma sono frequenti in occasione di festeggiamenti.
Le dimostrazioni di protesta possono anche essere considerate forma di parata, ma in questi casi viene utilizzato soprattutto il termine "marcia". Questa parola viene usata anche per indicare le sfilate degli eserciti o dei reparti militari.
Per esempio in Gran Bretagna il termine parata è di solito riservato alle parate militari o ad altre occasioni in cui i partecipanti marciano in formazione. Per occasioni celebrative il termine parata è più usuale. Nelle forze canadesi il termine ha anche diverse connotazioni meno formali. La parata con i carri prende questo nome perché i primi galleggianti erano chiatte decorate che venivano trainate lungo i canali con corde tenute sulla spiaggia. I carri galleggianti erano occasionalmente spinti dall'interno da rematori ma questa prassi fu abbandonata per molti casi di annegamento dovuti al capovolgimento per il poco peso del telaio e la sua instabilità. Oggi i carri galleggianti sono tradizionalmente tirati da veicoli a motore o sono alimentati da soli.

## Il Gran Cerimoniere
Il gran cerimoniere è un titolo onorario dato da una commissione che organizza un certo evento. Simile agli ospiti di onore, un gran cerimoniere è selezionato per il tema o sulla natura della sfilata e spesso conduce la sfilata dalla parte anteriore. Molti grandi Cerimonieri possono spesso essere designati per un'iterazione nella sfilata. Alcune sfilate, come le parate di orgoglio, possono scegliere un Gran Maresciallo o altre denominazioni a fianco di un Gran Cerimoniere per condurre la parte anteriore o altre parti della sfilata.

## Aerei e barche
Dall'avvento di questa tecnologia, è diventato possibile fare parate mediante aerei e navi. Una parata aerea è una parata per qualsiasi cosa formata per esempio da una dozzina di aerei, sia nel contesto commerciale sia in manifestazioni per segnare eventi nazionali o significativi anniversari. Sono particolarmente comuni nel Regno Unito, dove sono spesso associati a ricorrenze riguardanti la famiglia reale. Allo stesso modo, per le navi, può esserci un passaggio di vela, ad esempio navi alte (come si è visto durante il Trafalgar 200) o altre navi a vela, come durante le celebrazioni del 60º anniversario della Seconda Guerra Mondiale.

## La parata più lunga
La parata più lunga del mondo è la Schützenfest Hannover, che si svolge a Hannover ogni anno durante la Schützenfest. La sfilata è lunga 12 chilometri, con più di 12.000 partecipanti provenienti da tutto il mondo, tra i quali più di 100 bande e circa 70 galleggianti e carrozze.

## Parate storiche
Alla fine della guerra in Europa nel 1944-45, le "parate della vittoria" erano caratteristica comune nei territori da poco liberati. Esempio è la marcia a Dieppe in Francia per commemorare la liberazione della città dai tedeschi.
A Mosca con la Parata della vittoria del 1945, l'Unione Sovietica ha celebrato la vittoria in Europa.

## Tipi di parate
- Disuguaglianza economica # La parata di Pen
- Sfilata di Carnevale
- Parata a cavallo
- Parata circense
- Sorvolo in formazione
- Flower parade
- Parata militare
- Motorcade
- Parade of horribles
- Pride parade
- Santa Claus parade
- Technoparade
- Ticker-tape parade
- Victory parade
- Walking day